# ツムギ (ケータイ小説家)
ツムギとは、日本の女性ケータイ小説家。本名は非公表。

## 人物
2008年8月現在でも魔法のiらんど内で執筆活動を続けている。

## 作品

### 書籍化作品
- 泣き顔にKISS（竹書房、2007年8月）

### コミック
- 泣き顔にKISS（双葉社）画：ささきゆきえ